# バリ戦争

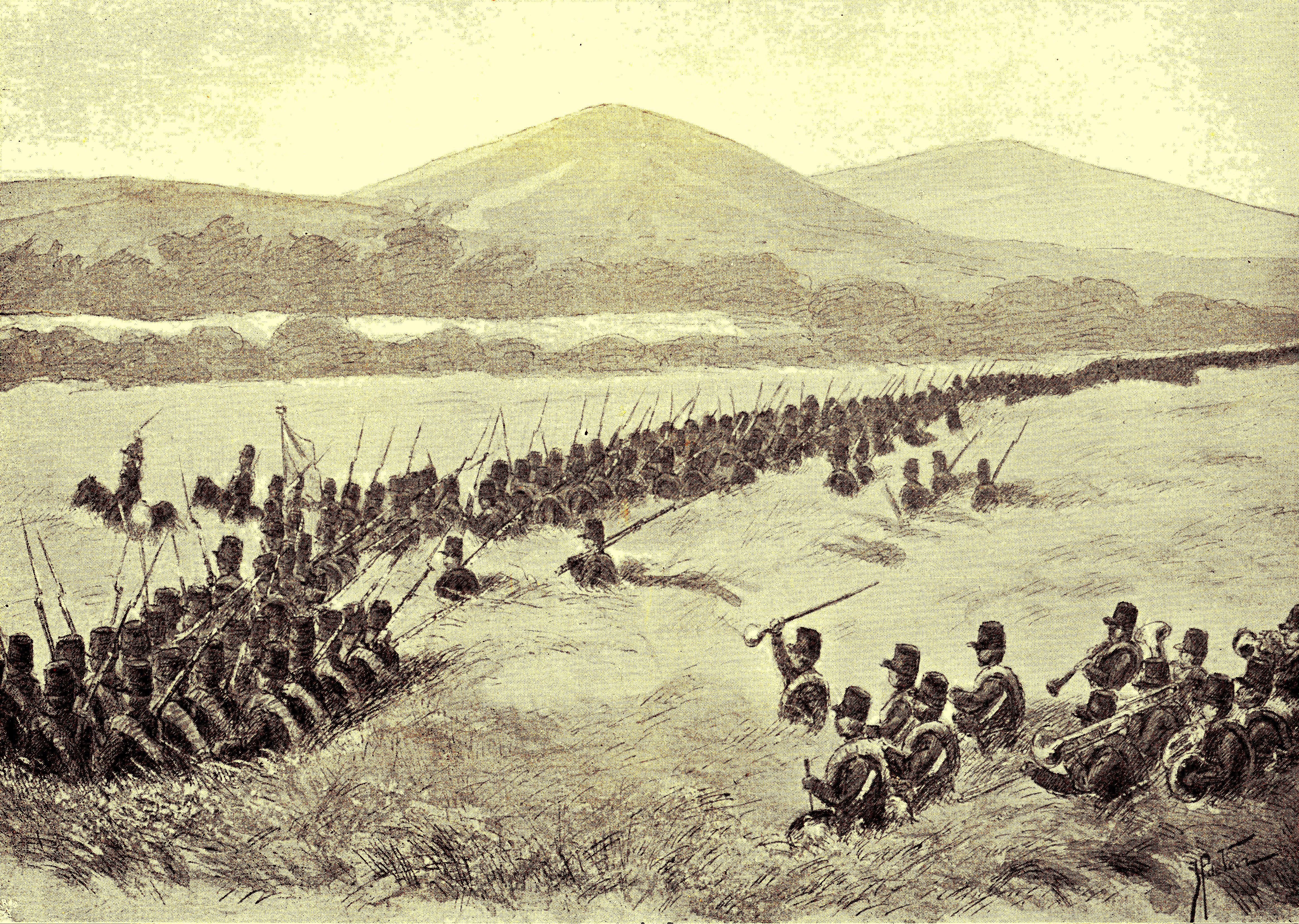
1846年バリに進軍したオランダ第7大隊

バリ戦争（バリせんそう、オランダ語:Eerste expeditie naar Bali、バリ語:Perang Bali）とは、1846年から1849年にかけてオランダの蘭印軍がバリ島北部を征服した戦争。1908年のバリ南部のクルンクン王国の滅亡まで含める場合もある。

## 背景
1840年ごろから、バリ人による海賊行為や難破船略奪が発生し、オランダはこれを国際法違反であると主張した。1842年から1843年にかけてバリ島南東部の諸王と条約を結んだが効果がなかった。

## 侵攻

### 第一次バリ島侵攻 (1846)
1846年6月、オランダ軍はバリ島北部のブレレン国に上陸した。編成はフリゲート2艦、蒸気艦4艦、スクーナー12隻、小型船40で、兵士は1700人、うちヨーロッパ人兵士は400人、カノン砲は230であった。
港はバリ軍によって要塞化されており、オランダフリゲートも砲撃を受けた。
オランダ軍は上陸後、シガラジャ宮殿を破壊することができると通告し、バリ側はこれを受け入れ、オランダ軍の駐屯を許可した。
オランダ軍主力部隊がいったんジャワ島に戻ると、ブレレン国王グスティ・ケトゥック・ジェランティクは駐屯許可を拒絶し、バリ軍の抗戦を主張した。

### 第二次バリ島侵攻 (1848)

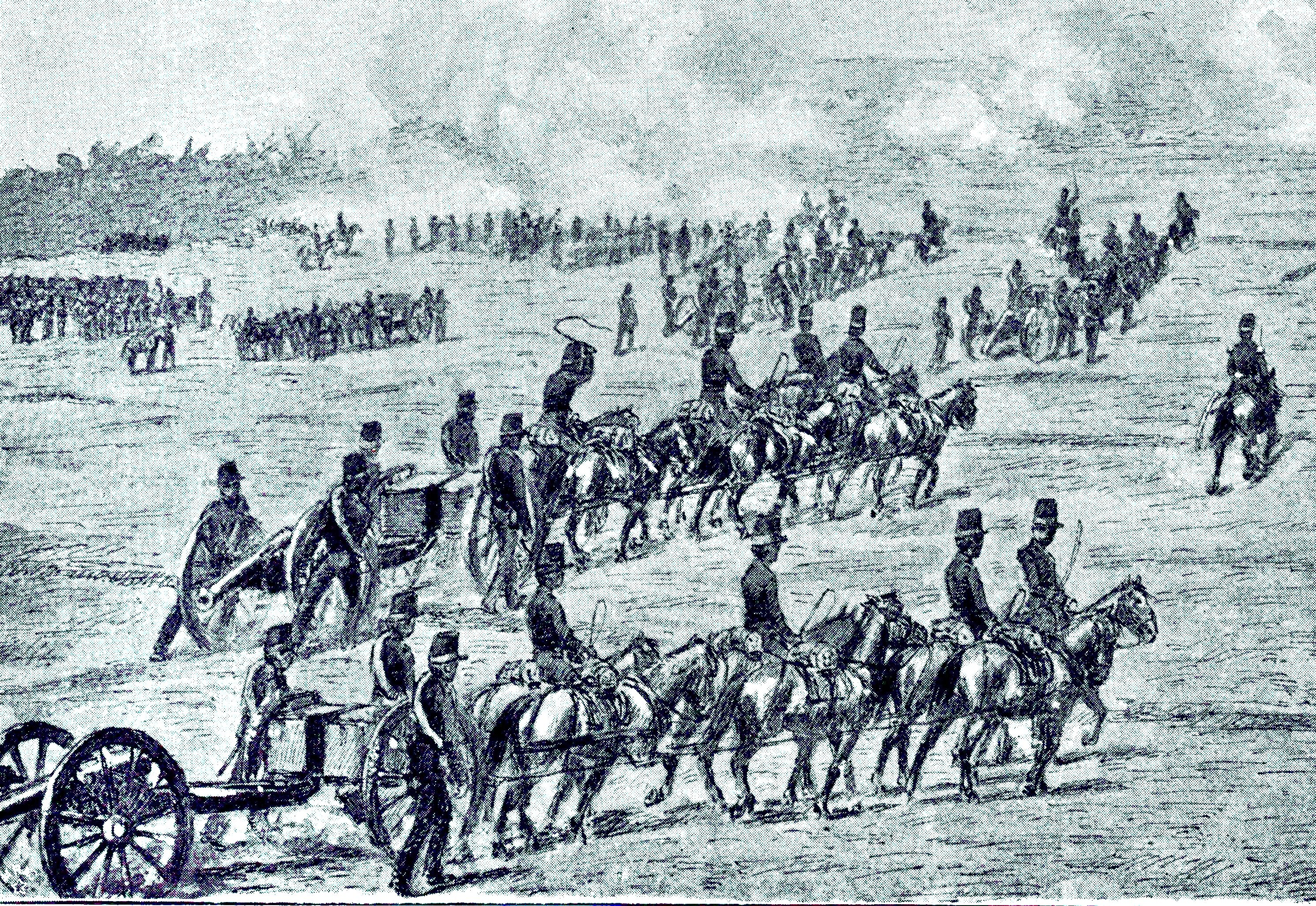
ジャガラガに向けて行進するオランダ砲兵隊

1848年5月7日、オランダ軍は第二次バリ島侵攻を開始、兵力は2,400、ヨーロッパ人、ジャワ島人、マドゥラ族、当時オランダ領であったアフリカのガーナ人によって編成された。オランダ軍はサングシット(Sangsit)に上陸した。
バリ軍はジェランティク王指揮下、1,500丁の銃で武装し、その総数は16,000人であった。オランダ軍上陸後、バリ軍は港から4km離れたジャガラガ(Jagaraga)に陣地を築いた。
オランダ軍はジャガラガ陣地を攻撃したが、バリ軍は迎撃、オランダ軍には200人の人的損害が出て、オランダ軍は軍艦に撤退した。
こうして第二次バリ島侵攻はジェランティク王の抵抗にあい、征服に失敗した。

### 第三次バリ島侵攻 (1849)

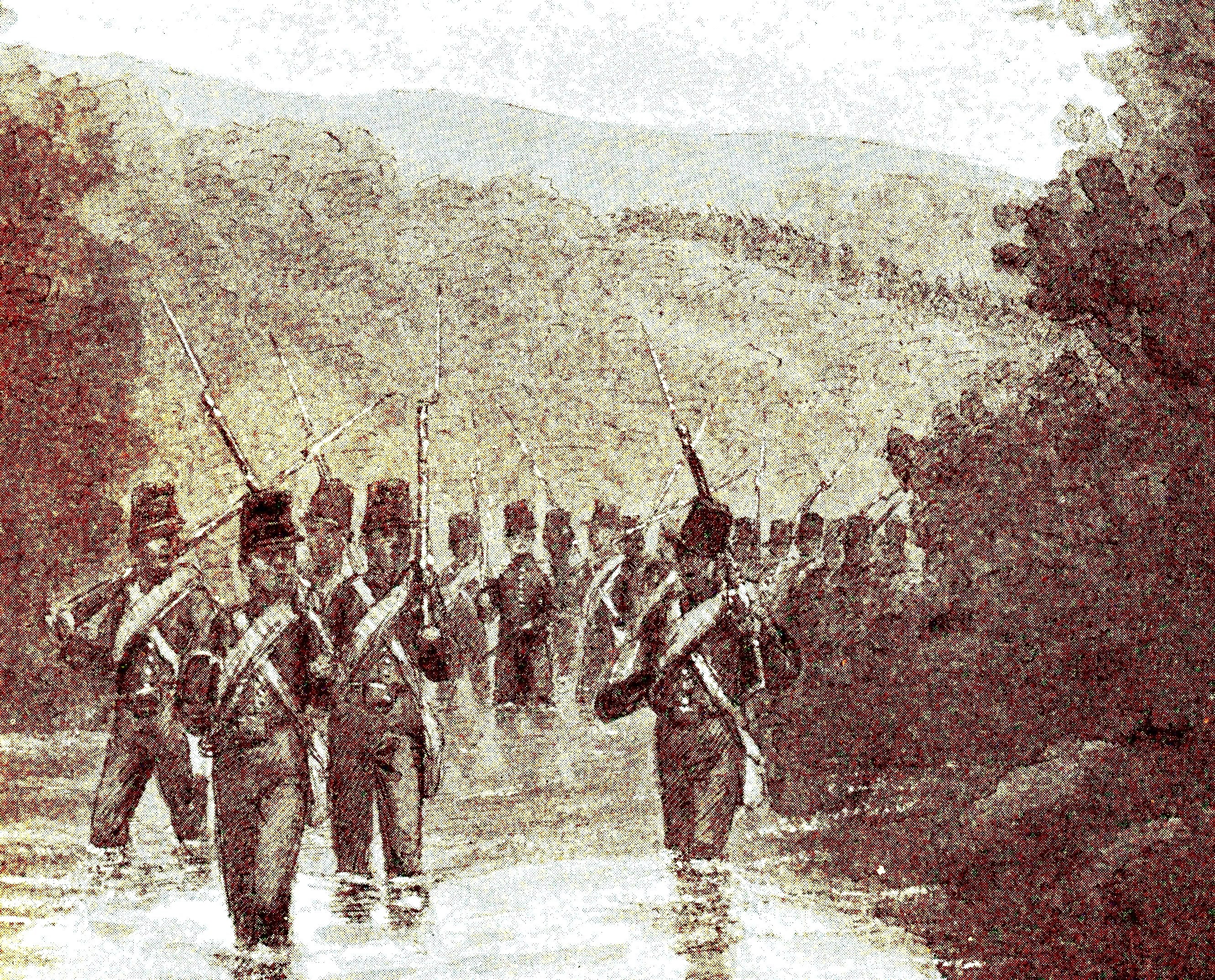
サングシット付近のオランダ第七大隊

1849年、オランダは第三次バリ島侵攻を開始、編成は蘭印軍による軍艦100、兵力8000(水兵3000、陸兵5000)であった。
オランダ軍はブレレンに上陸後、シガラジャに進軍、バリ軍の要塞ジャガルガ(Jagaraga)の迎撃をうけた。戦況が絶望的になると、バリ軍兵士は最初のププタン(集団自決)をはじめた。この抗戦でバリ兵は約1000人、オランダ軍は34人の人的損失をこうむり、またジェランティク王妃もププタンに加わり自決した。ジェランティク王とブレレン国軍は同盟国のカランガスム国への逃走を試みた。

#### バリ南部侵攻作戦

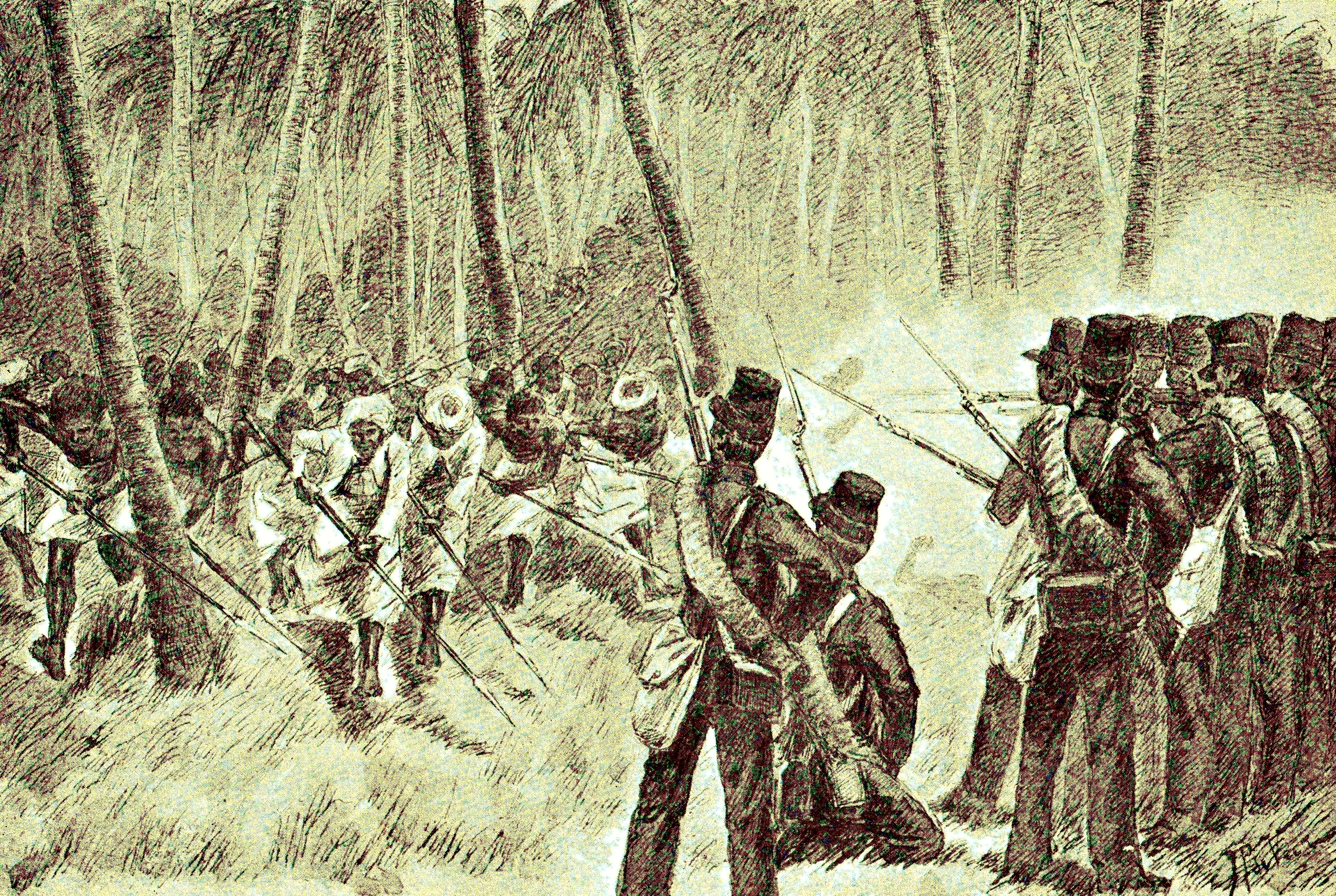
カソンバでの戦闘

オランダ軍は陸路での追撃を諦め、艦隊に戻り、バリ島南部へ向けて移動し、パダンバイ港に上陸した。上陸後、オランダ軍はクルンクン王国侵攻を開始した。

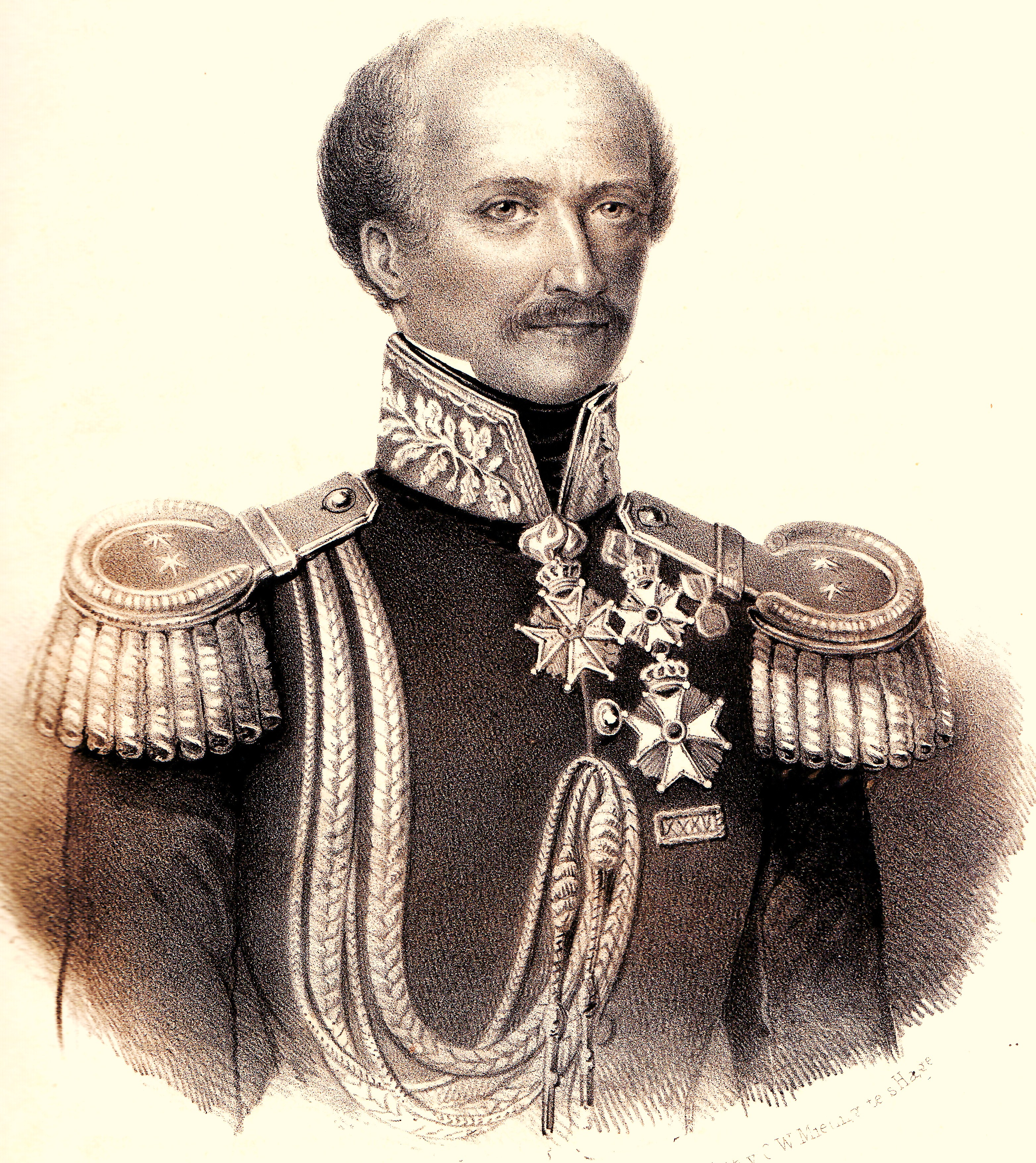
アンドレアス・ヴィクトール・ミシェル将軍

同時にオランダ軍はカランガスム国と敵対していたロンボク国との軍事同盟を試み、ロンボク国はこれを了承、ロンボク軍はオランダ艦隊に乗り込み、対ブレレン軍の伏兵となった。オランダ・ロンボク連合軍は、ブレレン軍を追い込み、ジェランティク王とブレレン国のラージャは戦死し、カランガスム国も儀式的な自決を行った。
さらにオランダ軍は、当時ゴア・ラワーとクサンバが支配していたクルンクン王国へ進軍した。気候と病気によってオランダ軍は犠牲を出し、部隊は不安定になった。
クルンクン王デワ・アグンの姉妹はオランダ軍にカソンバ（クサンバ）で夜襲をかけ、オランダ軍将軍アンドレアス・ヴィクトール・ミシェルの殺害に成功した。オランダ軍は艦隊までの撤退を余儀なくされ、バドゥン、ギャニャール、タバナン、クルンクン王国らのバリ軍兵33000と対戦し、苦戦を強いられた。

#### 終戦
しかし、ジェランティク王の戦死はバリ軍の士気を喪失させた。
オランダ商人マッズ・ヨハンセン・ランゲとバドゥン王ケシナン(Kesinan)の仲介によって1849年7月にブレレンとジュンブラナの支配権がオランダに移り、オランダ軍司令部はシガラジャに置かれ、1855年からラージャを支配下に置いた。ロンボク国はカランガスムの支配権を獲得した。
こうして1849年の第三次バリ島侵攻によってバリのブレレン国とジュンブラナ国の征服に成功した。

## その後
オランダ軍と同盟を組んでいたロンボク国は、1894年のロンボク戦争によって滅亡する。